# 芦原橋駅
芦原橋駅（あしはらばしえき）は、大阪府大阪市浪速区浪速東一丁目にある、西日本旅客鉄道（JR西日本）大阪環状線の駅である。駅番号はJR-O17。駅シンボルフラワーは「なでしこ」である。
南海高野線（汐見橋線）の芦原町駅とは約300 m離れているため、乗り換えの案内はない。

## 歴史
1909年（明治42年）に大阪市電西道頓堀天王寺線の駅が開業し、1927年（昭和2年）には阪堺電鉄（のち大阪市電阪堺線。通称：三宝線）の駅も開業した。
現在の大阪環状線のうち境川信号場 - 今宮駅間は、1928年（昭和3年）に関西本線貨物支線（大阪臨港線）として開通し、1961年（昭和36年）には大阪環状線として旅客線化されたが、当駅開業はその5年後の1966年（昭和41年）である。これは、1968年（昭和43年）をもって市電が廃止されることが決まり、市電の芦原橋 - 西浜町間付近に市電の芦原橋駅に代わる駅として当駅が設置された経緯による。

### 年表
- 1966年（昭和41年）4月1日：大阪環状線の大正駅 - 新今宮駅間に日本国有鉄道（国鉄）の駅として新設開業する[2]。
- 1987年（昭和62年）4月1日：国鉄分割民営化に伴い、西日本旅客鉄道（JR西日本）の駅となる[2]。
- 1997年（平成9年）9月7日：自動改札機を設置し、供用開始[3]。
- 2003年（平成15年）11月1日：ICカード「ICOCA」の利用が可能となる。
- 2009年（平成21年）10月4日：大阪環状・大和路線運行管理システム導入。
- 2015年（平成27年）3月22日：発車メロディを導入。曲は芦原橋太鼓集団「怒」の楽曲「祭」。
- 2018年（平成30年）3月17日：駅ナンバリングが導入される。
- 2019年（平成31年・令和元年）
  - 2月15日：みどりの窓口の営業を終了。
  - 2月16日：みどりの券売機プラスの利用を開始。

## 駅構造
相対式ホーム2面2線を持つ高架駅である。有効長は8両編成分。分岐器や絶対信号機がない停留所に分類される。改札口は南口と北口の2か所にある。また、日本の鉄道駅で初めて身体障害者のためのエレベーターが設置された。
新今宮駅が管理している直営駅である。アーバンネットワークに含まれているほか、JRの特定都区市内制度における「大阪市内」に属する駅である。
今宮駅との駅間距離は600 mしかなく、当駅ホームから目視できる。
ICOCAを利用することができる。

### のりば
| のりば | 路線       | 方向   | 行先                     |
| ------ | ---------- | ------ | ------------------------ |
| 1      | 大阪環状線 | 内回り | 新今宮・天王寺・鶴橋方面 |
| 2      | 大阪環状線 | 外回り | 西九条・大阪方面         |

長らくのりば番号が存在していなかったが、2006年10月18日にのりば番号が付与された。

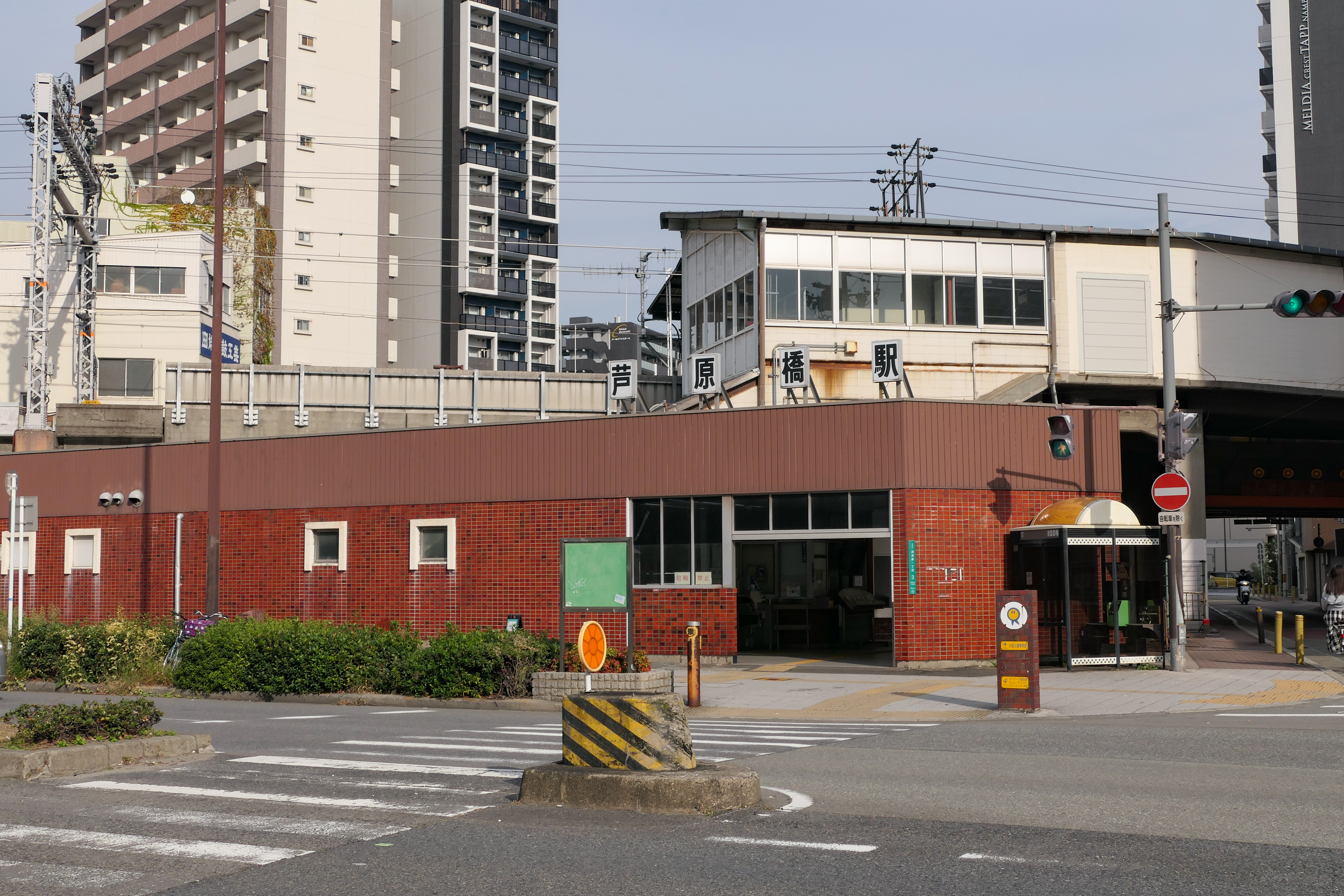
南口
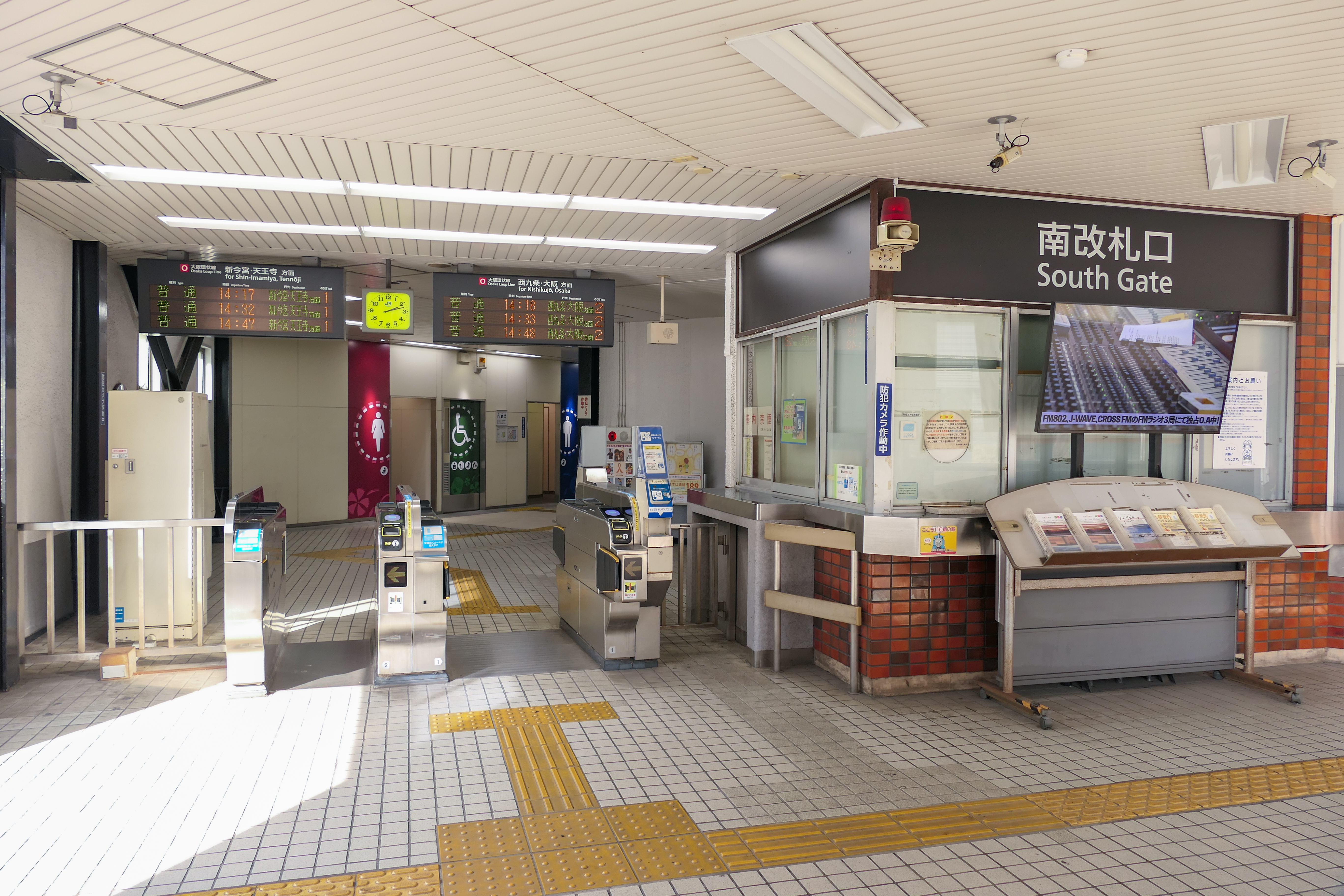
西改札口
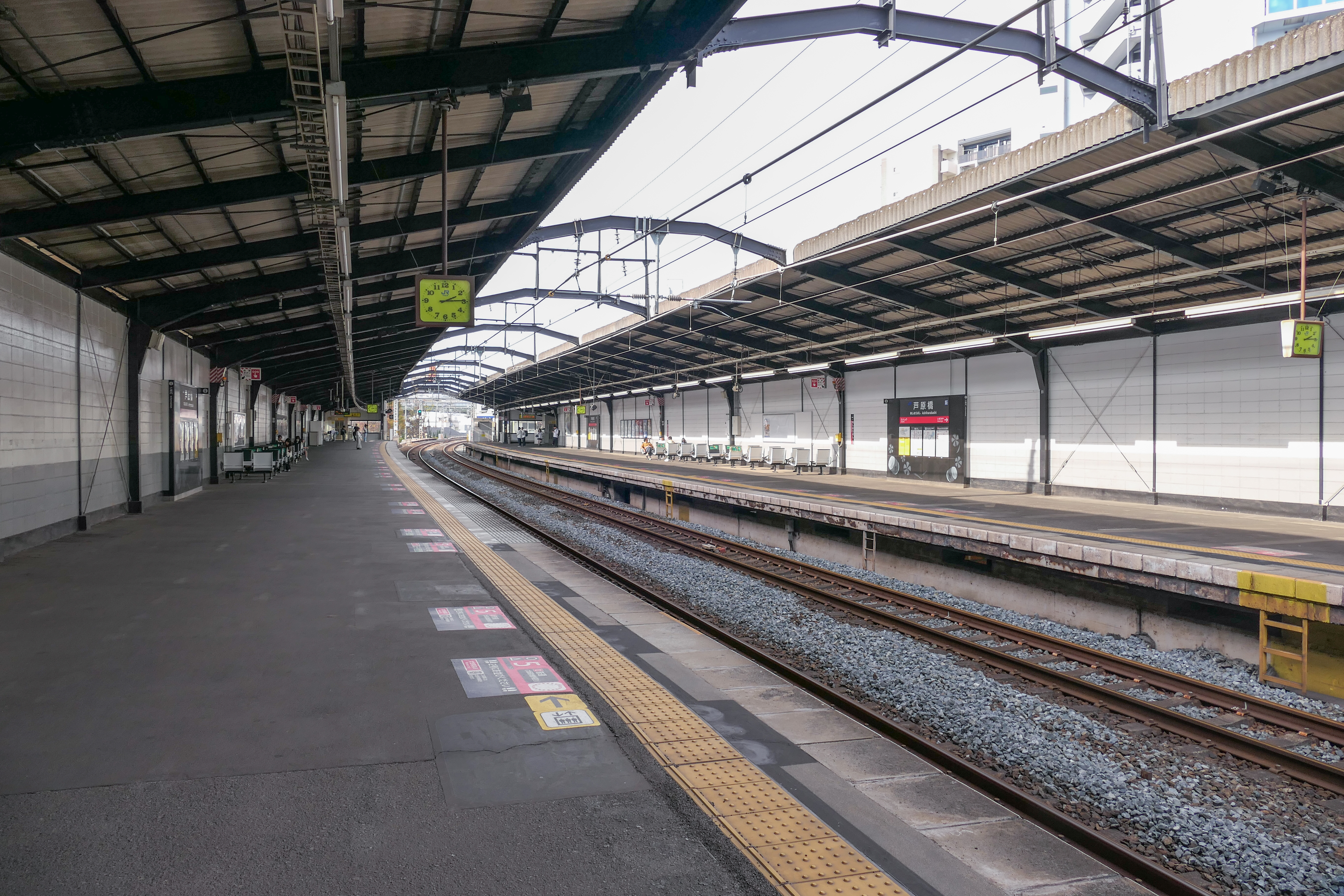
ホーム
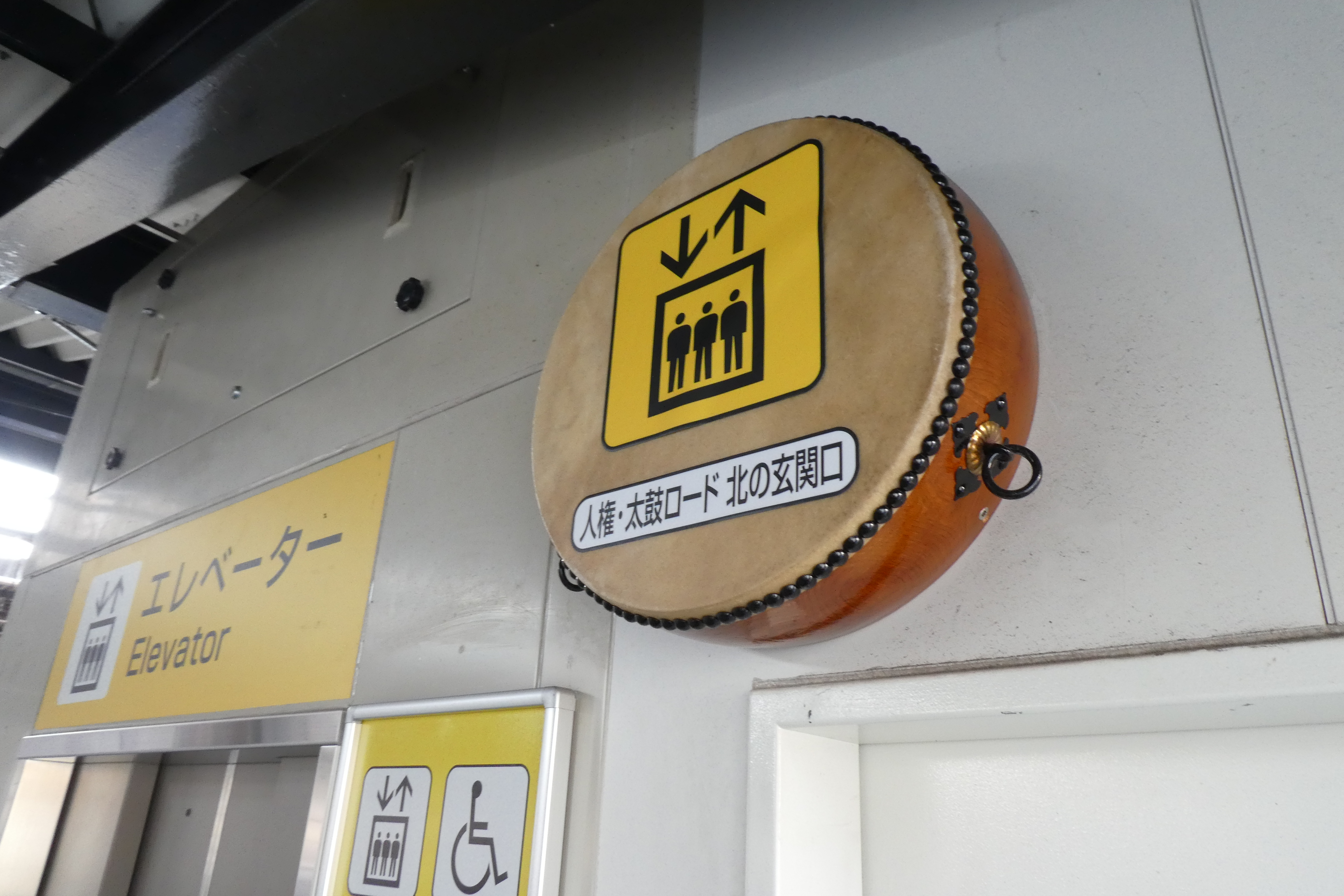
駅周辺で太鼓が盛んであることに因み、和太鼓にエレベーターのピクトグラムが取り付けられている。

### 発車メロディ
「大阪環状線改造プロジェクト」の一環として、2015年3月22日から芦原橋太鼓集団「怒」の楽曲『祭』が発車メロディとして使用されている。当駅周辺には多くの老舗太鼓メーカーがあり、太鼓が盛んであることに因んでいる。

## 利用状況
2023年（令和5年）度の1日平均乗車人員は5,851人である。大阪環状線では今宮駅に次いで2番目に乗車人員の少ない駅である。
近年の1日平均乗車人員の推移は以下の通りである。
| 年度               | 1日平均 乗車人員 | 増減率 | 定期利用状況 | 定期利用状況 | 出典          |
| 年度               | 1日平均 乗車人員 | 増減率 | 1日平均      | 定期率       | 出典          |
| ------------------ | ---------------- | ------ | ------------ | ------------ | ------------- |
| 1988年（昭和63年） | 8,938            |        | 6,013        | 67.3%        | [ 大阪府 1 ]  |
| 1989年（平成元年） | 8,998            | 0.7%   | 6,016        | 66.9%        | [ 大阪府 1 ]  |
| 1990年（平成02年） | 9,000            | 0.0%   | 5,956        | 66.2%        | [ 大阪府 2 ]  |
| 1991年（平成03年） | 9,108            | 1.2%   | 6,033        | 66.2%        | [ 大阪府 3 ]  |
| 1992年（平成04年） | 9,135            | 0.3%   | 6,043        | 66.2%        | [ 大阪府 4 ]  |
| 1993年（平成05年） | 8,941            | -2.1%  | 5,807        | 64.9%        | [ 大阪府 5 ]  |
| 1994年（平成06年） | 8,774            | -1.9%  | 5,724        | 65.2%        | [ 大阪府 6 ]  |
| 1995年（平成07年） | 9,034            | 3.0%   | 5,807        | 64.3%        | [ 大阪府 7 ]  |
| 1996年（平成08年） | 9,014            | -0.2%  | 5,773        | 64.0%        | [ 大阪府 8 ]  |
| 1997年（平成09年） | 8,492            | -5.8%  | 5,437        | 64.0%        | [ 大阪府 9 ]  |
| 1998年（平成10年） | 8,190            | -3.6%  | 5,330        | 65.1%        | [ 大阪府 10 ] |
| 1999年（平成11年） | 7,662            | -6.4%  | 4,977        | 65.0%        | [ 大阪府 11 ] |
| 2000年（平成12年） | 7,461            | -2.6%  | 4,854        | 65.1%        | [ 大阪府 12 ] |
| 2001年（平成13年） | 7,260            | -2.7%  | 4,662        | 64.2%        | [ 大阪府 13 ] |
| 2002年（平成14年） | 6,796            | -6.4%  | 4,427        | 65.1%        | [ 大阪府 14 ] |
| 2003年（平成15年） | 6,611            | -2.7%  | 4,320        | 65.3%        | [ 大阪府 15 ] |
| 2004年（平成16年） | 6,432            | -2.7%  | 4,291        | 66.7%        | [ 大阪府 16 ] |
| 2005年（平成17年） | 6,398            | -0.5%  | 4,321        | 67.5%        | [ 大阪府 17 ] |
| 2006年（平成18年） | 6,401            | 0.0%   | 4,368        | 68.2%        | [ 大阪府 18 ] |
| 2007年（平成19年） | 6,405            | 0.1%   | 4,433        | 69.2%        | [ 大阪府 19 ] |
| 2008年（平成20年） | 6,139            | -4.2%  | 4,336        | 70.6%        | [ 大阪府 20 ] |
| 2009年（平成21年） | 5,911            | -3.7%  | 4,157        | 70.3%        | [ 大阪府 21 ] |
| 2010年（平成22年） | 5,431            | -8.1%  | 3,953        | 72.8%        | [ 大阪府 22 ] |
| 2011年（平成23年） | 5,356            | -1.4%  | 3,875        | 72.3%        | [ 大阪府 23 ] |
| 2012年（平成24年） | 5,366            | 0.2%   | 3,872        | 72.2%        | [ 大阪府 24 ] |
| 2013年（平成25年） | 5,455            | 1.7%   | 3,896        | 71.4%        | [ 大阪府 25 ] |
| 2014年（平成26年） | 5,354            | -1.9%  | 3,826        | 71.5%        | [ 大阪府 26 ] |
| 2015年（平成27年） | 5,441            | 1.6%   | 3,896        | 71.6%        | [ 大阪府 27 ] |
| 2016年（平成28年） | 5,514            | 1.3%   | 3,956        | 71.7%        | [ 大阪府 28 ] |
| 2017年（平成29年） | 5,727            | 3.9%   | 4,029        | 70.4%        | [ 大阪府 29 ] |
| 2018年（平成30年） | 5,854            | 2.2%   | 4,095        | 70.0%        | [ 大阪府 30 ] |
| 2019年（令和元年） | 6,051            | 3.4%   | 4,151        | 68.6%        | [ 大阪府 31 ] |
| 2020年（令和02年） | 5,162            | -14.7% | 3,820        | 74.0%        | [ 大阪府 32 ] |
| 2021年（令和03年） | 5,268            | 2.1%   | 3,876        | 73.6%        | [ 大阪府 33 ] |
| 2022年（令和04年） | 5,549            | 5.3%   | 3,961        | 71.4%        | [ 大阪府 34 ] |
| 2023年（令和05年） | 5,851            | 5.4%   | 4,017        | 68.7%        | [ 大阪府 35 ] |

## 駅周辺
当駅は鼬川（現在は埋立）に架かっていたあみだ池筋の橋である芦原橋の南東に位置し、駅名もこれに由来する。「芦原」は鼬川下流域が芦の生い茂る低湿地であったことに由来する。鼬川の北側が難波、南側が木津となり、1900年（明治33年）に難波芦原町（現・浪速区芦原）の町名が誕生している。現在の駅周辺は、北側のほとんどが住宅や町工場が混在している下町の町並みで、南側は公営住宅が林立する住宅団地になっている。
駅の南側は、1701年（元禄14年）から1706年（宝永3年）にかけて穢多身分の住民移転により形成された西成郡渡辺村（大坂三郷天満組付属地。のち西浜町）の集落に当たる。渡辺村は1724年（享保9年）の大火で消火活動の功績があったことから長らく消防役を担っていた。また、移住以来皮革産業が盛んになり、全盛期にはホームまで膠（にかわ）の香りがしたほどであった。特に太鼓の生産地として古くから有名で、駅前には太鼓屋が並び、2004年（平成16年）には駅からリバティおおさかまでの道筋に太鼓関連のモニュメントや看板が設置された人権・太鼓ロードが整備され、江戸時代の豪商「太鼓屋又兵衛」の屋敷跡である浪速玉姫公園には太鼓演奏が流れる「からくり時計」が設置された。
名勝・公共施設など
- 浪速神社
- 徳浄寺
- 正宣寺
- 浪速公園・浪速運動広場
- 南海高野線（汐見橋線）芦原町駅

文教・厚生施設など
- 大阪市立塩草立葉小学校
- 大阪市立栄小学校
- 大阪市立難波中学校
- 大阪府立難波支援学校
- 大阪府立なにわ高等支援学校
- 大阪府病院協会看護専門学校
- 芦原自動車教習所
- 小田町子育て支援センター・大阪市立小田町保育所
- 社会福祉法人 スワンなにわ

企業
- マックスバリュ 塩草店
- ライフ塩草店
- 日本郵便 浪速芦原郵便局
- 関西電力 芦原橋変電所
- 西日本電信電話 桜川ビル
- 東洋紙業 本社
- ネッツトヨタ大阪 本社
- 日本酪農協同（毎日牛乳）本社
- 日本ハム 浪速営業所

住宅団地
- 大阪市営浪速東住宅
- 大阪市営浪速西第二住宅
- 大阪市営塩草第3住宅1号館

その他
- 創価学会 浪速文化会館

## バス路線
大阪シティバスの路線が発着する。
芦原橋駅前
- 29号系統：なんば / 地下鉄住之江公園

浪速東一丁目
- 52号系統：あべの橋 / なんば

## 隣の駅
西日本旅客鉄道（JR西日本）
 大阪環状線
■大和路快速・■関空快速・■紀州路快速・■快速
通過
■区間快速・■直通快速・■普通
大正駅 (JR-O16) - 芦原橋駅 (JR-O17) - 今宮駅 (JR-O18)

## 大阪市電
大阪市電の駅は大阪環状線の駅の西北にある芦原橋駅前交差点付近にあった。
- 大阪市電西道頓堀天王寺線
- 大阪市電阪堺線

### 記事本文

### 利用状況
1. ↑  大阪府統計年鑑 - 大阪府
2. ↑  大阪市統計書 - 大阪市

#### 大阪府統計年鑑
1. 1 2  大阪府統計年鑑（平成2年） (PDF)
2. ↑  大阪府統計年鑑（平成3年） (PDF)
3. ↑  大阪府統計年鑑（平成4年） (PDF)
4. ↑  大阪府統計年鑑（平成5年） (PDF)
5. ↑  大阪府統計年鑑（平成6年） (PDF)
6. ↑  大阪府統計年鑑（平成7年） (PDF)
7. ↑  大阪府統計年鑑（平成8年） (PDF)
8. ↑  大阪府統計年鑑（平成9年） (PDF)
9. ↑  大阪府統計年鑑（平成10年） (PDF)
10. ↑  大阪府統計年鑑（平成11年） (PDF)
11. ↑  大阪府統計年鑑（平成12年） (PDF)
12. ↑  大阪府統計年鑑（平成13年） (PDF)
13. ↑  大阪府統計年鑑（平成14年） (PDF)
14. ↑  大阪府統計年鑑（平成15年） (PDF)
15. ↑  大阪府統計年鑑（平成16年） (PDF)
16. ↑  大阪府統計年鑑（平成17年） (PDF)
17. ↑  大阪府統計年鑑（平成18年） (PDF)
18. ↑  大阪府統計年鑑（平成19年） (PDF)
19. ↑  大阪府統計年鑑（平成20年） (PDF)
20. ↑  大阪府統計年鑑（平成21年） (PDF)
21. ↑  大阪府統計年鑑（平成22年） (PDF)
22. ↑  大阪府統計年鑑（平成23年） (PDF)
23. ↑  大阪府統計年鑑（平成24年） (PDF)
24. ↑  大阪府統計年鑑（平成25年） (PDF)
25. ↑  大阪府統計年鑑（平成26年） (PDF)
26. ↑  大阪府統計年鑑（平成27年） (PDF)
27. ↑  大阪府統計年鑑（平成28年） (PDF)
28. ↑  大阪府統計年鑑（平成29年） (PDF)
29. ↑  大阪府統計年鑑（平成30年） (PDF)
30. ↑  大阪府統計年鑑（令和元年） (PDF)
31. ↑  大阪府統計年鑑（令和2年） (PDF)
32. ↑  大阪府統計年鑑（令和3年） (PDF)
33. ↑  大阪府統計年鑑（令和4年） (PDF)
34. ↑  大阪府統計年鑑（令和5年） (PDF)
35. ↑  大阪府統計年鑑（令和6年） (PDF)